# Globalne ocieplenie

Średnia globalna anomalia temperatury w latach 1850–2022 (odchylenie od średniej z lat 1850–1900) według analiz różnych instytutów klimatologicznych.

Średnia anomalia temperatury z lat 2010–2019, względem okresu 1850-1900.

Globalne ocieplenie – wzrost średniej temperatury powierzchni Ziemi. W języku potocznym termin ten odnosi się też do innych skutków globalnej zmiany klimatu, spowodowanych antropogeniczną emisją gazów cieplarnianych od początku epoki przemysłowej.
Całkowity wzrost średniej temperatury globalnej od wielolecia 1850–1900 (będącej przybliżonym odzwierciedleniem poziomu przedindustrialnego) do wielolecia 2011-2020, obliczony na podstawie analizy instrumentalnych pomiarów temperatury wyniósł około 1 °C. Główną przyczyną obserwowanego ocieplenia jest działalność przemysłowa człowieka. Zgodnie z wynikami badań podsumowanymi przez Międzyrządowy Zespół ds. Zmian Klimatu (IPCC) „Wpływ człowieka na klimat jest oczywisty. Świadczą o tym rosnące stężenia gazów cieplarnianych w atmosferze, dodatnie wymuszanie radiacyjne, obserwowane ocieplenie i zrozumienie systemu klimatycznego” oraz „Jest niezwykle prawdopodobne, że człowiek wpłynął w sposób dominujący na obserwowane od połowy XX wieku ocieplenie”. W XX wieku czynniki naturalne, takie jak aktywność słoneczna i wulkany, spowodowały łącznie tylko niewielką zmianę temperatury (ocieplenie bądź oziębienie) w stosunku do okresu sprzed rewolucji przemysłowej. Wnioski te poparło ponad 45 stowarzyszeń i akademii naukowych, wliczając wszystkie narodowe akademie nauk 8 najbardziej uprzemysłowionych państw, a także Polska Akademia Nauk. W 2021 r. eksperci opracowujący Szósty Raport IPCC określili, że czynniki naturalne zmieniły globalną temperaturę powierzchni od okresu 1850–1900 o ± 0,1 °C a wzrost temperatury spowodowany przez człowieka mieści się prawdopodobnie w zakresie 0,8–1,3 °C.
Bez ograniczenia emisji gazów cieplarnianych oczekiwany jest postępujący wzrost średniej globalnej temperatury. Podsumowane przez IPCC w roku 2013 prognozy modeli klimatycznych wykazują, że średnia temperatura globalna powierzchni Ziemi podniesie się w XXI w., przy założeniu scenariusza szybkiej redukcji emisji RCP2.6, o 0,3–1,7 °C w porównaniu do stanu z końca XX w. (średnia z lat 2081–2100 w stosunku do wielolecia 1986-2005). W scenariuszu z wciąż wzrastającą emisją RCP8.5 globalne ocieplenie zawierać się będzie w zakresie 2,6–4,8 °C. Dekadowe prognozy klimatu przygotowane w 2019 roku przez Światową Organizację Meteorologiczną wskazują, że średnioroczna globalna temperatura w okresie 2020-2024 będzie najprawdopodobniej mieścić się w zakresie 0,91–1,59 °C ponad poziomem przedindustrialnym, reprezentowanym przez wielolecie 1850-1900.
Część skutków globalnego ocieplenia, zwłaszcza w skali regionalnej, wciąż obarczonych jest dużymi niepewnościami. Aby przeciwdziałać niebezpiecznej ingerencji człowieka w system klimatyczny, rządy większości państw podpisały w 1992 roku Ramową konwencję Narodów Zjednoczonych w sprawie zmian klimatu, w roku 1997 protokół z Kioto, a w roku 2015 porozumienie paryskie, mające na celu redukcję emisji gazów cieplarnianych. Trwa jednak światowa polityczno-publiczna debata, dotycząca działań w celu redukcji tempa ocieplania się klimatu oraz przystosowania się do już występujących i przewidywanych jego następstw.

## Terminologia
Termin „globalne ocieplenie”, zarówno w pracach naukowych, jak i w języku powszechnym, odnosi się najczęściej do ocieplenia odnotowanego w ostatnich dekadach oraz prognoz dalszego wzrostu temperatury; zakłada on dalszy wpływ człowieka wskutek emisji gazów cieplarnianych. Czasami termin ten jest stosowany w odniesieniu do innych ociepleń w historii Ziemi. Niekiedy używa się też terminu „antropogeniczne globalne ocieplenie” (AGW), co podkreśla rolę zmian wywołanych przez człowieka.
Termin „zmiana klimatu” oznacza zauważalną zmianę klimatu (np. temperatura, opady, wiatr), utrzymującą się przez dłuższy okres (dekady) z jakichkolwiek przyczyn. Może więc odnosić się do takich efektów, jak globalne ochłodzenie lub zmiany w ogólnej cyrkulacji atmosfery na Ziemi. Ramowa konwencja Narodów Zjednoczonych w sprawie zmian klimatu (UNFCCC) używa terminu „zmiana klimatu” do zmian spowodowanych przez człowieka i „zmienność klimatyczna” do zmian z przyczyn naturalnych.

## Zmiany temperatury

### Obserwacje
Na podstawie pomiarów instrumentalnych ustalono, że średnia globalna temperatura lądów i oceanów była pod koniec drugiej dekady XXI w. wyższa o około 1 °C od poziomu przedindustrialnego. Pomiary temperatury w dolnej troposferze wykonywane przez radiosondy i radiometry satelitarne wskazują, że tempo ocieplenia od roku 1979 wynosiło około 0,18 °C na dekadę. Rekonstrukcje klimatu pokazują, że przed XX-wiecznym ociepleniem temperatura była relatywnie stabilna przez ostatnie 1–2 tys. lat; wyjątkiem były regionalne oscylacje, takie jak średniowieczne optimum klimatyczne czy mała epoka lodowa.
Według Światowej Organizacji Meteorologicznej i innych instytucji, zajmujących się analizą danych o temperaturze, trzema najcieplejszymi latami od wprowadzenia precyzyjnych i rozpowszechnionych pomiarów instrumentalnych (w drugiej połowie XIX wieku) były 2020, 2016 i 2019. Zarówno w roku 2019, jak w 2015 i 2016, na wieloletni trend ocieplenia klimatu nałożyło się dodatkowo podnoszące średnią temperaturę powierzchni Ziemi zjawisko El Niño. Z kolei w najchłodniejszym w XXI wieku roku 2008 wystąpiło szczególnie silne zjawisko La Niña.
W okresie 1980–2020 temperatura nad lądem wzrastała około dwukrotnie szybciej niż temperatura oceanu. Temperatura oceanu wzrasta wolniej niż lądu ze względu na dużą pojemność cieplną wody oraz utratę ciepła przez parowanie. Na półkuli północnej jest więcej lądu niż na półkuli południowej, w związku z tym ogrzewa się ona nieco szybciej. Ponadto znajdują się na niej rozległe obszary sezonowej pokrywy śnieżnej i śniegolodu, co w przypadku ich topnienia, prowadzi do dodatkowego ocieplenia.

### Porównanie ze zmianami klimatu z przeszłości

Rekonstrukcja zmian temperatury globalnej w kenozoiku, plejstocenie, holocenie i okresie historycznym, oraz przykładowe scenariusze przyszłego globalnego ocieplenia.

Metody badań paleoklimatycznych pozwalają na poznanie zmian klimatu w przeszłości, dzięki czemu możliwe jest umieszczenie obecnego antropogenicznego ocieplenia w kontekście naturalnej zmienności klimatu.
Zgodnie z wynikami badań podsumowanymi przez naukowców z IPCC globalna temperatura powierzchni w latach 1970–2020 rosła szybciej niż w którymkolwiek innym 50-leciu w ciągu ostatnich 2000 lat. Temperatury w latach 2011–2020 były wyższe od tych podczas ostatniego kilkusetletniego ciepłego okresu sprzed ok. 6500 lat i podobne do średnich temperatur w ciepłym okresie który miał miejsce ok. 125 000 lat temu.
Rekonstrukcje zmian średniej temperatury globalnej wskazują, że przełom XX i XXI wieku jest prawdopodobnie najcieplejszym okresem w ostatnich 2000 lat oraz że tempo wzrostu temperatury w ostatnich dekadach jest rekordowo wysokie. Najcieplejszy okres preindustrialnej części holocenu sprzed 6,5 tys. lat temu był globalnie tylko o 0,7 °C cieplejszy niż średnia z XIX w., choć z powodu niepewności rekonstrukcji nie można definitywnie stwierdzić, czy ówczesny wzrost temperatury dorównywał (lub przewyższał) współczesnemu globalnemu ociepleniu. W kolejnych dekadach XXI w., jeżeli nie nastąpi szybka redukcja emisji gazów cieplarnianych, spodziewane ocieplenie planety osiągnie poziom wyższy niż panujący w jakimkolwiek momencie holocenu, a także poprzedniego interglacjału i większości plejstocenu.

## Przyczyny i zjawiska wpływające na przebieg globalnego ocieplenia

Symulacje zmian średniej temperatury globalnej w odpowiedzi na zmiany czynników naturalnych (głównie aktywności słonecznej i erupcji wulkanicznych) oraz antropogenicznych (zmian koncentracji gazów cieplarnianych i aerozoli), ujętych indywidualnie oraz razem, wykonane modelem klimatu MRI-ESM2.0 w ramach projektu CMIP6.

Dominującą przyczyną globalnego ocieplenia od połowy XIX wieku są czynniki związane z ludzką działalnością, przede wszystkim antropogeniczna emisja gazów cieplarnianych. Według szacunków wykonanych różnymi metodami spowodowały one wzrost średniej temperatury globalnej o 0,8–1,3 °C od okresu 1850–1900 do okresu 2010–2019. Odpowiada on zatem, w granicach niepewności, obserwowanemu ociepleniu o 1,06 °C w tym samym okresie.

### Atrybucja przyczyn zmian klimatu
Klimat Ziemi może zmieniać się w wyniku modyfikacji czynników zewnętrznych, w tym zmian konfiguracji cykli orbitalnych, zmian efektu cieplarnianego, wywołanych głównie zmianami koncentracji gazów cieplarnianych oraz erupcji wulkanicznych, wpływających także na koncentrację gazów cieplarnianych, jak i ograniczenie dopływu światła słonecznego do powierzchni Ziemi.
Działalność cywilizacyjna człowieka wpływa na klimat przede wszystkim poprzez zmianę składu atmosfery. Emisja gazów cieplarnianych takich jak dwutlenek węgla, metan i podtlenek azotu powoduje wzrost ich zawartości w atmosferze i wzmocnienie naturalnego efektu cieplarnianego, przez co z powierzchni Ziemi ucieka w kosmos mniej energii cieplnej, niż jest pochłaniane w postaci promieniowania słonecznego. Konsekwencją powstałej nierównowagi radiacyjnej planety jest jej ocieplenie, a także inne powiązane zmiany klimatu: opadów, zachmurzenia, modyfikację cyrkulacji atmosferycznej i oceanicznej, topnienie lodowców i lądolodów, redukcja morskiej pokrywy lodowej i wiele innych.
Ustalenie, że to działalność człowieka powoduje globalne ocieplenie w XX i XXI w. wymagało wykazania, że zarówno naturalna wewnętrzna zmienność klimatyczna, jak i naturalne czynniki (wymuszenia radiacyjne) takie jak zmiany aktywności słonecznej czy wybuchy wulkanów, nie mogą wyjaśniać obserwowanych zjawisk. Jednocześnie konieczne było udowodnienie, że przewidywane teoretycznie efekty wzrostu zawartości gazów cieplarnianych w atmosferze są zgodne ze zmianami rzeczywiście obserwowanymi. Pierwszy raz udało się potwierdzić wpływ człowieka na globalny klimat w pierwszej połowie lat 90., w latach późniejszych wykazano natomiast, że z bardzo dużym prawdopodobieństwem działalność przemysłowa człowieka odpowiada za większość obserwowanego ocieplenia.

### Pojęcie wymuszenia radiacyjnego i sprzężeń zwrotnych
Do spójnego porównywania wpływu różnych czynników na klimat zwykle używa się pojęcia wymuszenia radiacyjnego. Wymuszenie radiacyjne definiowane jest jako różnica między bilansem energetycznym Ziemi w wyjściowym stanie odniesienia i stanie zaburzonym, a jego jednostką jest wat na metr kwadratowy powierzchni planety. W przypadku globalnych zmian klimatu najwygodniej jest używać efektywnego wymuszenia radiacyjnego obliczonego dla szczytu atmosfery, po dostosowaniu się szybko działających, atmosferycznych sprzężeń w systemie klimatycznych, lecz nie sprzężeń związanych ze zmianą temperatury powierzchni. Oznacza to, że niektóre zmiany (np. wilgotności i zachmurzenia) mogą być uważane za składową efektywnego wymuszenia radiacyjnego, albo za sprzężenie zwrotne wynikające ze zmiany temperatury powierzchni spowodowanej tym wymuszeniem.
W skali globalnej, zmiana temperatury jest proporcjonalna do wartości wymuszenia radiacyjnego, a współczynnik proporcjonalności jest nazywany współczynnikiem czułości klimatycznej, i zależy on od obecnych w systemie klimatycznym sprzężeń zwrotnych, które ułatwiają (sprzężenia ujemne) bądź utrudniają (sprzężenia dodatnie) odzyskanie równowagi radiacyjnej planety.

### Wymuszenia radiacyjne

#### Gazy cieplarniane

280xWkład wymuszeń radiacyjnych różnych czynników przyczyniających się do globalnego ocieplenia klimatu od okresu 1850–1900 do 2010–2019.

Działalność człowieka od rewolucji przemysłowej spowodowała wzrost zawartości w atmosferze różnych gazów cieplarnianych, prowadząc do większego wymuszania radiacyjnego przez dwutlenek węgla, metan, troposferyczny ozon, chlorofluorowęglowodory i podtlenek azotu. Metan silniej niż dwutlenek węgla pochłania promieniowanie podczerwone, dlatego jest efektywniejszym gazem cieplarnianym, jednak jego stężenie w atmosferze jest dużo mniejsze, i całkowite wymuszanie radiacyjne metanu szacuje się na jedną czwartą wymuszania CO
2. Pozostałe gazy tylko w niewielkim stopniu przyczyniają się do efektu szklarniowego; jednym z nich jest tlenek azotu (N
2O), jego koncentracja wzrosła w wyniku działalności rolniczej.
W roku 2019 koncentracja CO
2 w atmosferze była wyższa niż kiedykolwiek w ostatnich 2 mln lat. Do roku 2020 atmosferyczne stężenie CO
2 i CH
4 wzrosło odpowiednio o 47% i 159% od początku ery przemysłowej w połowie XVIII wieku. Poziomy te są wyższe niż kiedykolwiek w ciągu ostatnich 800 000 lat (okresu, dla którego uzyskano wiarygodne dane z rdzeni lodowych). Z innych mniej bezpośrednich dowodów geologicznych przypuszcza się, że zawartość dwutlenku węgla nie była tak wysoka od 20 milionów lat. Spalanie paliw kopalnych jest odpowiedzialne za około 83% wzrostu koncentracji CO
2 w ciągu ostatnich 20 lat. Pozostałe 17% to w większości skutki użytkowania gruntów, w szczególności wylesianie

Zmiany stężenia dwutlenku węgla w ostatnich dekadach. Te miesięczne pomiary CO2 pokazują małe sezonowe oscylacje w ogólnym rocznym trendzie wzrostu. Każdego roku maksimum osiągane jest podczas późnej wiosny półkuli północnej i spada w okresie wegetacyjnym półkuli północnej, ponieważ rośliny absorbują część CO2 z atmosfery. Wykres nazywany jest krzywą Keelinga.

W roku 2019 wymuszenie radiacyjne wynikające ze wzrostu koncentracji dwutlenku węgla, metanu i podtlenku azotu z poziomu przedindustrialnego wynosiło 2,09, 0,62 i 0,2 W/m², odpowiednio, a całkowite wymuszenie radiacyjne antropogenicznych gazów cieplarnianych przekroczyło 3,25 W/m².

#### Znaczenie aerozoli
Aerozole atmosferyczne wpływają na klimat zarówno poprzez bezpośrednią interakcję z promieniowaniem słonecznym, pochłaniając, odbijając lub rozpraszając fale promieniowania elektromagnetycznego; jak i pośrednio, modyfikując procesy powstawania chmur, a także ich własności takie jak albedo, intensywność opadu atmosferycznego czy czas trwania chmury.
Najważniejszymi aerozolami antropogenicznego pochodzenia są aerozole siarczanowe, które poprzez rozpraszanie światła słonecznego powodują ochłodzenie klimatu, oraz cząstki sadzy, które pochłaniając światło powodują ocieplenie. Sumaryczny wpływ wszystkich antropogenicznych aerozoli na klimat, uwzględniając wspomniane efekty pośrednie, prowadziłby do globalnego ochłodzenia i częściowo przeciwdziała wzmocnieniu efektu cieplarnianego spowodowanego emisją gazów cieplarnianych. Szacuje się, że całkowite efektywne wymuszenie radiacyjne związane z antropogenicznymi aerozolami mieści się z 90% prawdopodobieństwem w zakresie od -2,0 do -0,4 W/m².

#### Znaczenie czynników naturalnych

Rekonstrukcja irradiancji słonecznej (pomarańczowy), oraz liczby plam słonecznych w latach 1900–2010 (czarny). Wykres pokazuje wartości dobowe oraz (grubsza linia) średnie miesięczne.

Naturalne wymuszenia klimatyczne działają poprzez zmianę ilości energii krążącej w systemie klimatycznym. W skalach czasowych lat, dekad i stuleci najważniejszymi z tych naturalnych wymuszeń są zmiany aktywności słonecznej i erupcje wulkaniczne.
Globalne ocieplenie obserwowane w XX i XXI wieku charakteryzuje się akumulacją dużej ilości energii (358±37 zettadżuli w latach 1971–2018) w systemie klimatycznym, co oznacza istnienie trwałej nierównowagi radiacyjnej u szczytu atmosfery. Nie ma dowodów na to, by naturalna zmienność klimatyczna mogła sama z siebie spowodować zaistnienie i podtrzymanie takiej nierównowagi, a istniejące obserwacje wskazują, że nie odgrywała ona dużej roli w zmianach globalnej temperatury w ostatnim stuleciu.
Naturalne klimatyczne wymuszenia radiacyjne, takie jak aktywność słoneczna i wulkany, miały znikomy wpływ na globalne ocieplenie obserwowane od połowy XIX wieku. W świetle obecnych badań zmiany irradiancji słonecznej były zbyt małe, by w znaczący sposób wpłynąć na temperaturę globalną, nie udało się też potwierdzić istnienia mechanizmów, które mogłyby ten wpływ wzmocnić. Aerozole siarczane dostające się do górnych warstw atmosfery w wyniku wybuchów wulkanów powodują rozpraszanie światła słonecznego, i w przypadku największych erupcji mogą powodować globalne ochłodzenie powierzchni planety. Efekt ten jest jednak krótkotrwały, nie wpłynął w znaczący sposób na wielodekadowe trendy temperatury globalnej w XX i XXI wieku. Symulacje numeryczne zmian klimatu od 1850 roku, przeprowadzone tylko z efektami naturalnymi, pokazują trend liniowy zmiany średniej temperatury globalnej nieodróżnialny od zera. Podsumowując dostępne wyniki badań, Piątym Raporcie IPCC oszacował, że sumaryczny wpływ aktywności słonecznej i wulkanów na globalny trend temperatury w okresie 1951-2010 był mniejszy niż 0,1 °C.

### Sprzężenia zwrotne
Zmiany stężenia gazów cieplarnianych w atmosferze są podstawową przyczyną globalnego ocieplenia, ale ze zmianami temperatury wiążą się różnego rodzaju wtórne efekty, które mogą przyczyniać się do dodatkowego wzrostu albo do spadku temperatury. Niektóre z tych zjawisk są objęte sprzężeniem zwrotnym dodatnim, powiększającym zmiany, a inne ujemnym, przeciwdziałającym zmianom.
Promieniowanie cieplne
Podstawowym sprzężeniem zwrotnym w systemie klimatycznym jest wzrost promieniowania cieplnego w wyniku wzrostu temperatury, opisane przez prawa Stefana-Boltzmanna a dokładniej przez prawo Plancka, dlatego nazywane jest sprzężeniem planckowskim. Dzięki czemu zaburzony system przez zmianę warunków przenoszenia ciepła uzyskuje równowagę radiacyjną w innej temperaturze.
Sprzężenie pary wodnej
Wzrost temperatury atmosfery powoduje wzrost zawartości pary wodnej w troposferze. Wzrost koncentracji pary wodnej zmniejsza przejrzystość atmosfery dla promieniowania podczerwonego co wywołuje dodatkowe ocieplenie.
Sprzężenie pionowego gradientu temperatury
W troposferze temperatura zmniejsza się wraz z wysokością, co jest opisywane przez pionowy gradient temperatury. Jeżeli jego wartość przekroczy gradient adiabatyczny, to atmosfera staje się niestabilna i zachodzi konwekcja zwiększająca przenoszenie ciepła w górę atmosfery. Wartość adiabatycznego gradientu temperatury w atmosferze, w której zachodzi skraplanie pary wodnej, zwanego wilgotnoadiabatycznym, jest znacznie mniejsza niż dla powietrza, w którym nie dochodzi do skraplania (suchoadiabatyczny). Dodatkowo niemal wykładnicza zależność ciśnienia pary nasyconej od temperatury sprawia, że wartość wilgotoadiabatycznego gradientu temperatury zmniejsza przy wzroście temperatury.
Modele przewidują, że w ocieplającym się klimacie wzrastająca wilgotność atmosfery w tropikach, spowoduje zmniejszenie gradientu temperatury, co wywoła lepsze przenoszenie ciepła do górnych warstw troposfery, a to zwiększy emisję promieniowania cieplnego w kosmos przy relatywnie mniejszym ociepleniu samej powierzchni planety, co osłabia efekt cieplarniany. Pomiary zmian temperatury wraz z wysokością są bardzo wrażliwe na drobne błędy, co utrudnia ustalenie, czy modele są zgodne z obserwacjami.
Sprzężenie wilgotności względnej
Ponieważ sprzężenia pary wodnej i pionowego gradientu temperatury są ze sobą ujemnie skorelowane, możliwe jest łączne ich uwzględnienie razem ze sprzężeniem planckowskim, przy założeniu niezmienionej wilgotności względnej. W ujęciu takim zmiana emisji promieniowania powiązana ze zmianą temperatury jest mniejsza niż w przypadku suchej atmosfery, a sprzężenie wilgotności względnej, oraz sprzężenie pionowego gradientu temperatury uwzględniają tylko niewielkie odstępstwa od założenia stałej wilgotności względnej. Oba sposoby dekompozycji sprzężeń zwrotnych prowadzą do takich samych wyników, choć uznanie wilgotności względnej za podstawową zmienną stanu w systemie klimatycznym jest bardziej intuicyjne. Łącznie, obecność pary wodnej w atmosferze powoduje intensyfikację globalnego ocieplenia.
Sprzężenia związane z chmurami
W skali globalnej chmury wpływają na bilans energetyczny Ziemi odbijając promieniowanie słoneczne (schładzając system klimatyczny) oraz pochłaniając promieniowanie podczerwone emitowane przez powierzchnię Ziemi (wzmacniając efekt cieplarniany i ocieplając system klimatyczny). W chmurach różnych typów procesy te przebiegają w różny sposób, a zmiany ich intensywności, związane z wymuszeniami radiacyjnymi oraz powiązanymi skutkami globalnego ocieplenia, decydują o sprzężeniach zwrotnych związanych z chmurami. Najważniejszymi z nich są zmiany wysokości kowadła chmurowego tropikalnych cumulonimbusów, oraz ich powierzchni; zmiany powierzchni morskich stratocumulusów; zmiany zachmurzenia nad lądami związanych z wysychaniem rejonów subtropikalnych; przesuwaniem się tras burz i powiązane z nimi zmiany zachmurzenia na średnich szerokościach geograficznych; zmiany ilości chmur w Arktyce w wyniku topnieniu morskiej pokrywy lodowej; a także zmiany jasności chmur nad Oceanem Południowym związane z częstszym powstawaniem chmur wodnych. Uwzględniając wszystkie efekty, suma sprzężeń zwrotnych związanych z chmurami jest dodatnia, choć wartość ta obciążona jest dużymi niepewnościami.
Sprzężenia związane z albedo
Innym ważnym typem oddziaływań pomiędzy różnymi procesami jest sprzężenie związane ze zmianą albedo lodu i śniegu (ang. ice-albedo feedback). Wraz ze wzrostem temperatury wzrasta szybkość topnienia lodu w obszarach okołobiegunowych, zmniejsza się także obszar i czas zalegania pokrywy śnieżnej. Proces topnienia powoduje, że silnie odbijający promieniowanie słoneczne lód zastępują ciemniejsze obszary lądu lub wody, absorbujące więcej promieniowania słonecznego. Jest to mechanizm dodatniego sprzężenia zwrotnego, w którym zmniejszenie pokrywy lodu i śniegu prowadzi do jeszcze szybszego jej zaniku, ze względu na miejsce występowania nazywany też arktycznym wzmocnieniem.
Sprzężenia biogeochemiczne
Sprzężenie dodatnie wywołane emisją dwutlenku węgla i metanu z topniejących obszarów wiecznej zmarzliny (np. torfowisk na Syberii) to kolejny mechanizm zdolny przyczynić się do ocieplania. Powstała hipoteza, że wzrost temperatury oceanów może spowodować uwolnienie CH
4 ze złóż klatratów metanowych, prowadząc do masowego wymierania organizmów morskich i gwałtownego wzrostu temperatury w atmosferze.
Przypuszczalnie zdolność oceanu do sekwestracji dwutlenku węgla będzie malała wraz ze zwiększającą się temperaturą. Ocieplenie zredukuje ilość mineralnych składników odżywczych w strefie mezopelagialnej oceanu (czyli w rejonie półmroku pomiędzy 200 do 1000 m), powodując zmniejszenie populacji stosunkowo dużych okrzemków w stosunku do małych cząstek fitoplanktonu. Obszary zdominowane przez komórki fitoplanktonu są mniej efektywne (w stosunku do obszarów z dużą ilością okrzemków) w transporcie węgla z atmosfery do oceanu.

## Modele klimatu

Przewidywane globalne ocieplenie według symulacji dwóch współczesnych modeli klimatu o różnej czułości na wymuszenia radiacyjne, zgodnie z założeniami trzech scenariuszy emisyjnych zakładających szybką redukcję emisji gazów cieplarnianych, opóźnioną redukcję emisji, oraz jej brak (scenariusze SSP126, SSP245 i SSP370).

Naukowcy badają zmiany klimatu, używając modeli numerycznych klimatu. Modele te oparte są na podstawowych zasadach dynamiki płynów, transportu promieniowania i innych procesów, a rozwiązywane z użyciem metod numerycznych. Procesy symulowane są w sposób przybliżony, ze względu na niedokładność i niekompletność danych wejściowych, ograniczenia w możliwościach komputerów i złożoność systemu klimatycznego. Współczesne modele klimatu uwzględniają procesy wymiany atmosfery i oceanu, symulują pokrywy lodowe na lądzie i w oceanie, roślinność i fitoplankton, a także aerozole atmosferyczne, cykle biogeochemiczne i reakcje chemiczne zachodzące w atmosferze. Modele te przewidują, że efektem zwiększonych emisji gazów cieplarnianych jest ocieplenie klimatu, choć ze względu na niepewności związane z wielkością symulowanych sprzężeń zwrotnych intensywność ocieplenia różni się w różnych modelach. Drugim podstawowym źródłem niepewności jest przyszła koncentracja gazów cieplarnianych w atmosferze, a także rola innych wymuszeń antropogenicznych (jak aerozole), oraz w mniejszym stopniu, czynników naturalnych (jak zmiany aktywności słonecznej, erupcje wulkanów czy wewnętrzna zmienność klimatu).

## Skutki i oczekiwane efekty

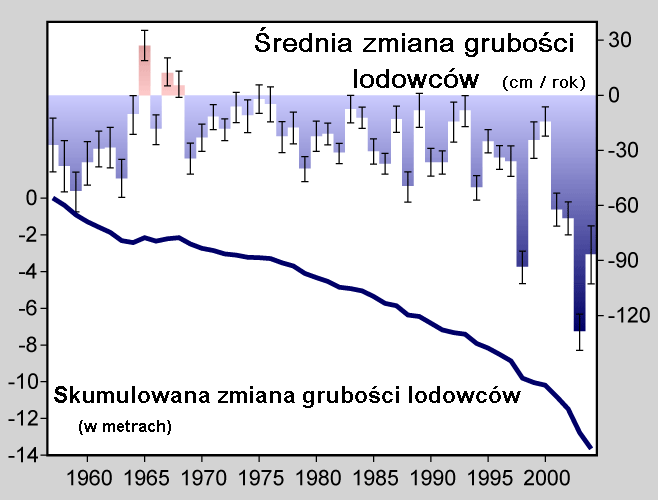
Nieliczne dostępne protokoły wykazują, że lodowce cofały się od początków XIX wieku. W latach 50. XX wieku rozpoczęto pomiary monitorujące bilans masy lodowcowej pod nadzorem World Glacier Monitoring Service i National Snow and Ice Data Center

Mimo że trudno jest powiązać specyficzne zjawiska pogodowe z globalnym ociepleniem, wzrost temperatury globalnej może powodować zmiany na obszarach rozległych, m.in. topnienie lodowców, zmniejszenie się pokrywy lodów morskich Arktyki i światowy wzrost poziomu morza. Zmiany w ilości i strukturze opadów atmosferycznych mogą spowodować zmiany stosunków wodnych na lądach, które mogą mieć skutki pozytywne, jak i negatywne (susze, powodzie). Mogą one prowadzić z jednej strony do pustynnienia, z drugiej – do zarastania pustyń. Mogą również nastąpić zmiany w intensywności i częstotliwości występowania skrajnych wydarzeń pogodowych. Inne możliwe skutki to zwiększenie produkcji rolnej i otwarcie nowych szlaków handlowych, zmniejszony dopływ słodkiej wody, wymieranie gatunków oraz zwiększony zasięg występowania wektorów przenoszących zakaźne drobnoustroje. Globalnemu ociepleniu przypisuje się wydłużony okres wegetacji roślinnej na Grenlandii, dzięki której może ona stać się samodzielnym producentem żywności. Prognozowane jest również zwiększenie o 50% powierzchni tundry w Arktyce.
Globalnemu ociepleniu przypisuje się już, przynajmniej częściowo, niektóre wywierane efekty na środowisko naturalne i cywilizację. Raport IPCC z 2001 sugeruje, że globalne ocieplenie ma częściowy wpływ na regresję lodowców od roku 1850, zaburzenie lodowców szelfowych (np. Lodowca Szelfowego Larsena), wzrost poziomu morza, zmiany w regionalnych strukturach opadu oraz intensyfikację i zwiększoną częstotliwość występowania ekstremalnych zjawisk pogodowych, globalnemu ociepleniu przypisuje się dotychczas dwa miliony śmierci. Oczekiwane są zmiany w ogólnej i regionalnej cyrkulacji powietrza i intensywności oraz częstotliwości zjawisk atmosferycznych. Natomiast trudno jest ocenić wpływ globalnego ocieplenia na konkretne zjawiska pogodowe. Inne oczekiwane efekty to deficyt wody w pewnych rejonach, a większe opady w innych, zmiany w akumulacji śniegu w górach oraz negatywny wpływ na zdrowie przy cieplejszej temperaturze.
Wzrost śmiertelności, wymuszona migracja oraz straty ekonomiczne przewidywane wskutek skrajnych zjawisk pogodowych mogą być zaognione wzrastającą gęstością zaludnienia w dotkniętych rejonach. W średnich szerokościach geograficznych mogą wystąpić pozytywne zmiany związane z ociepleniem, np. spadek liczby zgonów z powodu wyziębienia. W Trzecim Raporcie IPCC II grupa robocza podsumowała zarówno domniemane efekty, jak i obecne zrozumienie tej problematyki. W Piątym Raporcie IPCC z 2013 stwierdzono, że intensyfikacja cyklonów tropikalnych na północnym Oceanie Atlantyckim od 1970 jest niemal pewna, co koreluje ze wzrostem temperatury powierzchni oceanu, jednakże wykrycie dłuższego trendu jest utrudnione ze względu na niską jakość pomiarów sprzed epoki satelitarnej. Sprawozdanie odnotowuje też brak oczywistej zależności pomiędzy doroczną liczbą cyklonów tropikalnych na świecie i wzrostem temperatury.
Poza tym przewiduje się wzrost poziomu morza, w zależności od przyszłego wzrostu koncentracji gazów cieplarnianych, od 0,26–0,55 m dla scenariusza niskoemisyjnego RCP2.6, do 0,45–0,82 m dla scenariusza wysokoemisyjnego RCP8.5 (średnia 2081–2100, w stosunku do lat 1986–2005), następstwa w rolnictwie, możliwe osłabienie cyrkulacji termohalinowej, redukcję stężenia ozonu w atmosferze, intensyfikację huraganów i innych skrajnych zjawisk pogodowych, zakwaszenie i ubytek tlenu z oceanów oraz rozprzestrzenianie się chorób takich jak malaria, denga, borelioza, zapalenie mózgu, dżuma i cholera. Badanie ze statystyczną próbką 1013 gatunków zwierząt i roślin wykazało, że 18 do 35% z nich może do 2050 zaniknąć, uwzględniając prognozowane ocieplenie. Jednak dobrze udokumentowanych badań nad wymieraniem gatunków jest niewiele z powodu ostatnich zmian klimatu; jedna z prac sugeruje z kolei, że przewidywane tempo zaniku gatunków jest niepewne.
Wzrost koncentracji CO
2 w atmosferze zwiększa ilość CO
2 rozpuszczonego w oceanie. Rozpuszczony w oceanie dwutlenek węgla reaguje z wodą, tworząc kwas węglowy, co skutkuje zakwaszeniem. Ocenia się, że pH wód powierzchniowych zmniejszyła się od 8,25 na początku epoki przemysłowej do 8,14 w roku 2004. Prognozuje się dalszy spadek pH w granicach od 0,06–0,07 dla scenariusza niskoemisyjnego RCP2.6, do 0,30–0,32 dla scenariusza wysokoemisyjnego RCP8.5 do roku 2100, zakładając, że ocean będzie nadal absorbował zwiększone ilości CO
2 z atmosfery. Organizmy morskie tworzące ekosystemy tolerują tylko specyficzny, wąski zakres zasadowości (pH), dlatego gwałtowne zmiany tego wskaźnika w oceanie mogą doprowadzić do ich zaniku. Taki scenariusz jest możliwy głównie z powodu wzrostu koncentracji atmosferycznego dwutlenku węgla, która poprzez różne zjawiska może zaburzyć produkcję pierwotną masy biologicznej i łańcuchy pokarmowe, wpływając ostatecznie na ludzi, których wyżywienie zależy od morskich ekosystemów.
Istnieją głosy, że efekt globalnego ocieplenia ma wpływ na stale zmniejszającą się ilość ozonu w ziemskiej stratosferze. Mimo pewnych powiązań nie ma silnego związku pomiędzy występowaniem dziury ozonowej a globalnym ociepleniem.
W 2005 roku William Ruddiman, analizując dane pochodzące z rdzenia lodowego ze stacji Wostok, zwrócił uwagę na fakt, iż naturalna tendencja spadkowa stężenia ditlenku węgla i metanu, jaką można zaobserwować podczas kilku poprzednich interglacjałów, została zachwiana już kilka tysięcy lat temu. Wysnuł on hipotezę, że działalność człowieka, zwłaszcza rozwój rolnictwa, wiążący się z karczowaniem lasów i nawadnianiem pól, już w tamtym okresie wiązała się ze zwiększoną produkcją gazów cieplarnianych, co powstrzymało nadejście kolejnego zlodowacenia.
Na podstawie zdjęć satelitarnych naukowcy oszacowali, że w latach 2000–2019 masa lodowców średnio zmniejszała się o około 267 mld ton rocznie a tempo ubytku powiększało się o około 48 mld ton na dekadę.
Najgorsze dla życia na Ziemi skutki miałoby przejście w niekontrolowany efekt cieplarniany. Najprawdopodobniej Ziemi nie grozi to nawet przy spaleniu wszystkich paliw kopalnych.

### Ekonomia
Starano się przeanalizować ogólny koszt ekonomiczny strat wskutek zmiany klimatu na Ziemi. Zgodnie z modelem z 2018 roku w przypadku scenariusza RCP 8.5 ograniczenie ocieplenia do 2 °C w porównaniu do ery przedindustrialnej pozwoli rocznie zaoszczędzić 17 bilionów USD do roku 2100.
Według badania z 2013 roku samo uwalnianie się 50 mln ton metanu (hipoteza pistoletu metanowego) koło morza Wschodniosyberyjskiego spowoduje straty równe 60 bln dolarów (prawie równowartość PKB świata). Według nowszych szacunków Wschodniosyberyjski Szelf Arktyczny emituje rocznie 17 mln ton metanu.
Przegląd z roku 2007 około 100 prac ekonomicznych określa koszt w granicach 10 USD na tonę węgla (tC) do 350 USD/tC (czyli od 3 USD na tonę dwutlenku węgla do 95 USD na tonę dwutlenku węgla). Średnia wartość to około 43 USD/tC (czyli 12 USD na tonę dwutlenku węgla). Raport Sterna z 2008 roku przewiduje, że łączny produkt krajowy brutto wszystkich państw spadnie prawdopodobnie o ponad 20%, jeśli globalne ocieplenie nie zostanie powstrzymane, tzn. stężenie gazów cieplarnianych w atmosferze nie osiągnie 500 ppm. Osiągnięcie tego poziomu będzie kosztować równowartość 2% światowego produktu brutto. Metodologia poprzedniej wersji raportu, sposób przekazu oraz konkluzje tego raportu zostały skrytykowane przez wielu ekonomistów, głównie ze względu na założenia dotyczące dyskontowania oraz na wybór scenariuszy. Inni jednak poparli ogólną próbę oszacowania ryzyka ekonomicznego. Badania Barkera z 2008 roku sugerują, że wymiary kosztów i korzyści złagodzenia globalnego ocieplenia są zasadniczo porównywalne. Raport przygotowany na zlecenie 20 państw rozwijających się przewiduje, że jeśli zmiany klimatu nie zostaną powstrzymane, to do 2030 roku ponad 100 mln ludzi zginie, a globalne PKB spadnie o 3,2%. Dotąd globalne ocieplenie obniżyło światowe PKB o 1,6%. Z powodu zmian zachodzących w oceanach, które są spowodowane globalnym ociepleniem, ludzkość straci 428–1979 mld USD.
Według Programu Środowiskowego Organizacji Narodów Zjednoczonych (UNEP), sektory ekonomiczne narażone na trudności związane ze zmianą klimatu to m.in. banki, rolnictwo i transport. Kraje rozwijające się zależne od rolnictwa będą szczególnie dotknięte przez globalne ocieplenie.
Według Steve'a Keena badania nad ekonomicznymi kosztami zmian klimatu są „zatrważająco błędne”. Wskazuje on, że szacunki kosztów opierają się na jego zdaniem błędnych założeniach, że zmiany klimatu dotkną jedynie działalności ekonomicznej na świeżym powietrzu, oraz użyteczności opierania wyliczeń szkód/zysków na bazie dzisiejszych korelacji między temperaturą a PKB. Ma też problem z uśrednianiem opinii naukowców i ekonomistów. W cytowanej przez niego ankiecie, przy 3 stopniach ocieplenia, ekonomiści szacują średnio 0,4% PKB szkody, a naukowcy 12,3%. Przypisuje dużą część problemu metodom Williama Nordhausa. Zarzuca mu przykładowo błędną interpretację koncepcji punktów krytycznych w ekologii i wynikający z tego brak zainteresowania ekonomistów obliczeniem kosztów z takich zdarzeń jak wymarcie puszczy amazońskiej, opieranie się na bardzo słabych korelacjach między temperaturą a PKB, oraz popularyzacje powyżej opisanych praktyk. Wskazuje też, że duża część badaczy odpowiedzialnych za badania, które krytykuje, szczerze wierzy w swoje założenia, broniąc takich rzeczy jak obniżenie PKB jedynie o 6% przy 10 °C ocieplenia Ziemi, czy wyrażając kompletną obojętność na konsekwencje potencjalnego wyginięcia mrówek. Keen uważa, że ogół modelowania ekonomicznych konsekwencji zmian klimatu był zbyt statyczny i musi brać pod uwagę punkty krytyczne i sprzężenia zwrotne w systemie ziemskim. Wskazuje też na konieczność integracji energii jako wymogu produkcji, która obecnie nie jest brana pod uwagę, z uwagi na obustronny wpływ zmian klimatu i produkcji energii – przede wszystkim z paliw kopalnych – na siebie.

#### Polska
Zgodnie z rządową analizą strat w strategicznych obszarach gospodarki wynikających z negatywnych skutków zmian klimatu z 2013 roku Polska wyda na adaptacje do zmian klimatu 81 mld zł w latach 2014–2020, natomiast prawdopodobne straty spowodowane przez niepodejmowanie działań adaptacyjnych, w tych latach 2011–2020 oszacowano na 86 mld zł, a w latach 2021–2030 na 120 mld zł.
Aleksandra Szymańska jako spodziewane negatywne skutki dla rolnictwa w Polsce podaje pogorszenie się jakości produkcji roślinnej przez zmniejszenie wilgotności gleby, co wywoła zmniejszenie plonu nasion roślin motylkowych, spadek plonu ziemniaka. Spodziewane skutki pozytywne to wg autorki zwiększenie intensywności fotosyntezy i ogólnego przyrostu biomasy, wydłużenie okresu prac polowych, wydłużenie okresu wegetacji, większe uprawy roślin ciepłolubnych, skrócenie czasu dojrzewania zbóż, wzrost plonu roślin pastewnych, zwiększenie efektywności produkcji zwierzęcej.

## Przeciwdziałanie
Wśród naukowców badających zmiany klimatu przeważa opinia, że globalna temperatura będzie wzrastać. Z tego powodu kraje, stany, korporacje i indywidualne osoby wprowadzają metody mające na celu ograniczenie czynników i skutków globalnego ocieplenia, przystosowanie się do zmieniającego się środowiska oraz eliminację obecnego ocieplenia przez inżynierię planetarną.

### Ograniczenie
Najważniejszym międzynarodowym porozumieniem mającym na celu ograniczenie globalnego ocieplenia był protokół z Kioto, poprawka do wynegocjowanej w 1997 Ramowej konwencji Narodów Zjednoczonych w sprawie zmian klimatu. W lutym 2009 Protokół uwzględniał 183 kraje, czyli ponad 60% globalnej emisji gazów cieplarnianych. Jedynie Stany Zjednoczone (historycznie największy emitor gazów cieplarnianych) odmówiły ratyfikowania traktatu. Protokół wygasł w 2012, a w maju 2007 rozpoczęto międzynarodowe rozmowy na temat przyszłego traktatu, mającego zastąpić obecny. W grudniu 2008 roku podsumowująca dotychczasowe negocjacje i przygotowująca projekty nowych porozumień Konferencja Klimatyczna ONZ (COP 14) odbyła się w Poznaniu. W grudniu 2009 roku podsumowująca dotychczasowe negocjacje i przygotowująca projekty nowych porozumień Konferencja Klimatyczna ONZ (COP 15) odbyła się w Kopenhadze, nie dając jednak żadnych wiążących decyzji.
Wymieniając „poważne szkody” dla ekonomii Stanów Zjednoczonych i wyłączenie z traktatu „80 procent świata, wliczając w to główne skupiska populacji”, takie jak Chiny i Indie, George W. Bush stwierdził, że protokół z Kioto jest nieuczciwym i nieskutecznym sposobem na rozwiązanie kwestii globalnej zmiany klimatu. Bush promował udoskonalenie technologii energetycznej jako środek na globalne ocieplenie, natomiast indywidualne zarządy stanów i miast w USA rozpoczęły własne inicjatywy sygnalizujące poparcie i zgodność z protokołem z Kioto na poziomie stanowym i lokalnym. Jednym z przykładów takiego podejścia jest Regionalna inicjatywa dotycząca gazów cieplarnianych (Regional Greenhouse Gas Initiative, w skrócie RGGI).
Chiny i Indie ratyfikowały protokół z Kioto, mimo że są zwolnione z jego postanowień jako kraje rozwijające się. Według badań Netherlands Environmental Assessment Agency, Chiny wyprzedziły USA w ogólnej rocznej emisji gazów cieplarnianych. Premier Chin Wen Jiabao zaapelował do swojego narodu o podwojenie wysiłków, aby stawić czoła zanieczyszczeniu środowiska i globalnemu ociepleniu. Równocześnie w 2010 roku Chiny, Indie i Australia zapowiedziały zwiększenie wydobycia paliw kopalnych i miały największy wpływ na zwiększenie emisji w kolejnych latach.
W praktyce skuteczność protokołu oceniana jest jako bliska zeru – Stany Zjednoczone, nie podlegając jego ograniczeniom, zredukowały emisję per capita w roku 2010 o 14%, podczas gdy średnia redukcja dla krajów EU27 wyniosła 12% (w stosunku do roku bazowego 1990). W tym samym czasie jednak emisja per capita wzrosła w Chinach o 205%, a w Indiach o 100%. Ogółem emisja CO
2 w latach 1990–2010 wzrosła ok. 49%.

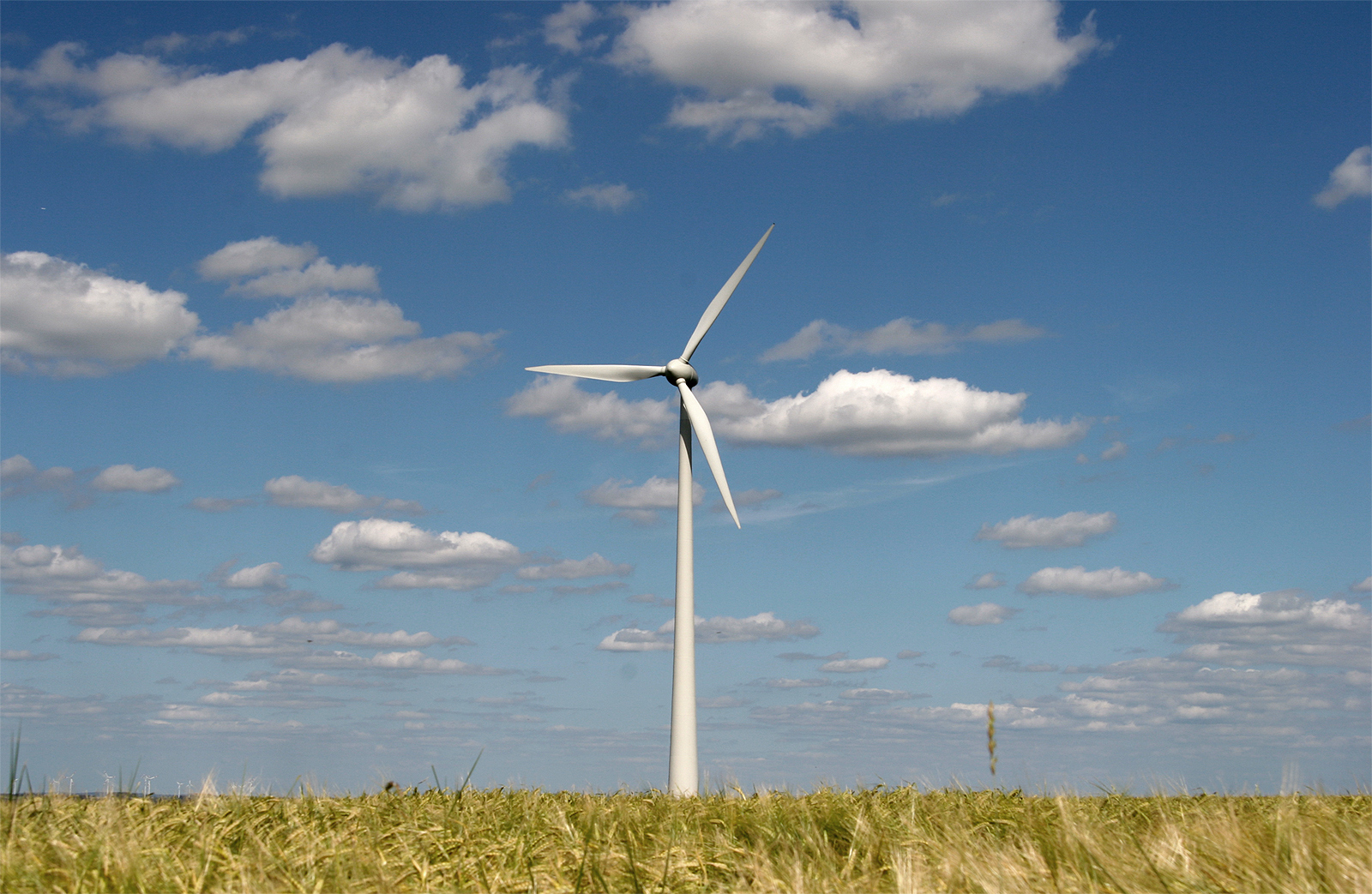
Energia wiatru jest jednym z odnawialnych źródeł energii, które mogą ograniczać spalanie paliw kopalnych

Polska podpisała protokół z Kioto 16 lipca 1998 i jest zobowiązana do redukcji sześciu antropogenicznych gazów cieplarnianych średnio o 5% w stosunku do roku bazowego (1988 lub 1995). Ówczesny minister środowiska Jan Szyszko oświadczył w 2007, że Polska jest „liderem w zakresie kształtowania polityki klimatycznej w Europie i na świecie”, przytaczając obniżenie emisji gazów cieplarnianych za rok 2004 o 32 proc. w stosunku do roku bazowego.
Wiele stowarzyszeń ekologicznych wspiera inicjatywy skierowane przeciwko czynnikom wpływającym na ocieplanie się klimatu, zarówno poprzez indywidualne osoby, jak i przez organizacje lokalne i regionalne. Inni sugerują limity na światową produkcję paliw kopalnych, przytaczając bezpośredni związek pomiędzy produkcją paliw kopalnych a emisją dwutlenku węgla. Podjęto również działania zmierzające m.in. do wzrostu wydajności energii i użytkowania paliw odnawialnych. Jedną z istotnych innowacji jest rozwój handlu emisjami gazów cieplarnianych (ETS – Emissions Trading Scheme), gdzie firmy, pod nadzorem rządu, zgadzają się na górny limit emisji swoich zanieczyszczeń, a w przypadku emisji dodatkowych kupno certyfikatów od przedsiębiorstw, które nie wykorzystają przyznanego im limitu. Do odnawialnych źródeł energii należą m.in. energia słoneczna, energia wiatru i energia geotermalna.
III grupa robocza IPCC jest odpowiedzialna za sporządzanie raportów na temat ograniczenia globalnego ocieplenia oraz analizy kosztów i korzyści przy przyjęciu odmiennych strategii. W Czwartym Raporcie IPCC grupa wnioskuje, że żaden pojedynczy sektor lub technologia nie może stać się całkowicie odpowiedzialna za ograniczenie przyszłego ocieplenia. Członkowie wyliczają kluczowe praktyki i technologie w różnorodnych sektorach, takich jak transport, dostawa energii, przemysł i rolnictwo, które należy wdrożyć, aby zredukować emisje globalne. Szacują, że stabilizacja równoważnika dwutlenku węgla na poziomie 445–710 ppm do 2030 spowoduje od 0,6 wzrostu do 3% spadku globalnego produktu krajowego brutto.
We wrześniu 2008 Rajendra Pachauri, członek zarządu IPCC, zaapelował o ograniczenie spożycia mięsa, którego produkcja odpowiada za 18% emisji gazów cieplarnianych, w szczególności metanu pochodzącego od bydła (rzeźnego i mlecznego).
W marcu 2009 firma McAfee opublikowała marketingowy raport przypisujący niezamówionej poczcie elektronicznej (spam) emisję CO2 w wysokości 0,3 g na jeden list i wyliczający korzyści, jakie z jego filtrowania wyniosłoby środowisko.
W sierpniu 2009 roku opublikowana została analiza wpływu, jaki na ograniczenie globalnego ocieplenie miałoby ograniczenie wzrostu populacji poprzez globalne inwestycje w nieprzymusowe programy planowania rodziny. Według autora każde 7 USD wydane na podstawowe programy planowania rodziny zmniejszyłoby emisję CO2 o 1 tonę. Sponsorem publikacji jest Optimum Population Trust W lutym 2009 Jonathon Porritt, były szef brytyjskiej Partii Zielonych powiedział, że pary, które mają więcej niż dwoje dzieci są nieodpowiedzialne bo powodują tym obciążenie dla środowiska.

### Adaptacja
Adaptacja to proces dostosowywania się do obecnych czy oczekiwanych zmian klimatu i jego efektów. Bez dalszego ograniczania zmian klimatu, adaptacja nie jest w stanie uniknąć ryzyka „dotkliwych, rozległych i nieodwracalnych” oddziaływań. Bardziej dotkliwa zmiana klimatu wymaga dużo drastyczniejszej adaptacji, która może być ekstremalnie kosztowna. Możliwości i potencjał adaptacji przez ludzkość są nierówne dla różnych rejonów i różnych społeczeństw, kraje globalnego Południa zwykle mają je mniejsze. W pierwszych dwóch dekadach 21. wieku wystąpił wzrost możliwości adaptacyjnych w większości krajów o niskich i średnich dochodach, dzięki poprawie dostępu do energii elektrycznej i systemów sanitarnych, ale postęp jest powolny. Wiele krajów wdraża polityki adaptacji do zmian klimatu, ale dostępne środki finansowe są dużo mniejsze od potrzeb.
Przystosowanie się do skutków globalnego ocieplenia obejmuje rozwiązania proste (np. instalacja klimatyzacji) oraz złożone, takie jak projekty infrastrukturalne na terenach zagrożonych wzrostem poziomu morza. Zaleca się m.in. oszczędzanie wody, zmiany w praktykach rolniczych, budowę konstrukcji przeciwpowodziowych, zmiany w służbie medycznej i ochronę gatunków zagrożonych.
Według klimatologa Macieja Sadowskiego polityka Unii Europejskiej polegająca na stawianiu nierealnych celów redukcji emisji w oderwaniu od głównych emitentów w skali globalnej jest skazana na porażkę i należy ją zastąpić skoordynowanymi inwestycjami w technologie efektywne energetycznie.
Według fizyka Davida Deutscha rozwiązaniem problemu globalnego ocieplenia nie jest ograniczanie poziomu produkcji przemysłowej (np. protokół z Kioto), bo spowoduje ono zdegradowanie wszystkiego, co określamy jako zdobycze cywilizacji i będzie katastrofą samą w sobie. W szczególności zaś uniemożliwi powstrzymanie potencjalnie negatywnych skutków globalnego ocieplenia.
Według opublikowanego w 2009 roku raportu Ecofys obniżenie emisji w Europie o 30% jest możliwe w ciągu 20 lat wyłącznie przez konsekwentne zastępowanie instalacji o kończącym się czasie życia technicznego systemami o większej efektywności.
Według Jasona Hickela koniecznym rozwiązaniem dla adaptacji jest dewzrost (degrowth), z uwagi na w jego opinii nieprawdopodobność redukcji emisji gazów cieplarnianych wystarczająco szybko by uniknąć 1.5–2 °C globalnego ocieplenia, oraz fizyczną niemożliwość rozprzężenia wzrostu gospodarczego i zużycia zasobów Ziemi, które jest powszechnie uznawane za przekraczające poziomy które pozwalają uniknąć postępującej degradacji ekosystemów. Hickel należy do szerszego ruchu dewzrostu, który najczęściej proponuje takie rozwiązania jak bezwarunkowy dochód podstawowy, drastyczna redukcja nierówności ekonomicznych, strukturalne reformy systemu polityczno-ekonomicznego jak lokalna demokracja bezpośrednia i demokracja w miejscu pracy, oddolne zarządzanie przestrzeniami publicznymi, czy gwarancje zatrudnienia. Często określają się ekosocjalistami.

### Inżynieria planetarna
Nowo powstała dyscyplina naukowa, inżynieria planetarna (ang. geoengineering), proponuje rozwiązania mające na celu zakrojoną na szeroką skalę modyfikację środowiska przyrodniczego, aby dostosować je do ludzkich potrzeb. Proponuje się m.in. mechanizmy usuwające gazy cieplarniane z atmosfery, głównie poprzez sekwestrację dwutlenku węgla. Innym rozwiązaniem miałoby być ograniczenie docierającego do powierzchni Ziemi promieniowania słonecznego, przez dodanie do stratosfery cząstek aerozoli siarczanów.

## Debata polityczno-publiczna

Emisja gazów cieplarnianych na osobę w poszczególnych krajach za rok 2000, wliczając użytkowanie gruntów. Kolor szary oznacza brak danych

Emisja gazów cieplarnianych na kraj za rok 2000, wliczając użytkowanie gruntów. Kolor szary oznacza brak danych

Na początku XXI wieku wzrost świadomości o badaniach dotyczących globalnego ocieplenia spowodował polityczną i ekonomiczną debatę. Rejony ubogie, w szczególności Afryka, są najbardziej narażone na sugerowane efekty globalnego ocieplenia, mimo niskich ilości emisji w porównaniu ze światem rozwiniętym.
Stany Zjednoczone i Australia skrytykowały wyznaczony przez protokół z Kioto mechanizm ulg w ograniczaniu emisji dla krajów rozwijających się. Jest to także jeden z powodów kontynuowania odmowy ratyfikacji traktatu przez USA. W krajach europejskich pogląd, że człowiek wpływa na klimat zyskał szersze poparcie opinii publicznej niż w USA.
W kwestii zmian klimatu Unia Europejska zapoczątkowała debatę porównującą koszty i korzyści z ograniczenia przemysłowej emisji gazów cieplarnianych. Dyskutowane (m.in. w Unii Europejskiej) są wady i zalety rozwoju alternatywnych źródeł energii jako jeden z mechanizmów redukujących przyszłe emisje węgla. Niektóre firmy i organizacje, jak np. think tank Competitive Enterprise Institute i ExxonMobil, zwracają uwagę na bardziej ostrożne prognozy zmian klimatu i podkreślają koszt ekonomiczny ścisłej kontroli emisji. Podobnie, organizacje ekologiczne i wpływowe osoby publiczne organizują kampanie społeczne podkreślające potencjalne zagrożenia skutków globalnego ocieplenia i promujące wdrażanie mechanizmów kontrolujących zmianę klimatu. Niektóre firmy, które wydobywają i przetwarzają paliwa kopalniane, poinformowały o ograniczeniu dotacji dla grup promujących sceptycyzm lub wezwały do przeciwdziałania globalnemu ociepleniu.
Innym aspektem debaty jest stopień ograniczenia emisji rynków wschodzących, takich jak Chiny i Indie. Niedawne raporty pokazują, że Chiny wyprzedziły USA pod względem narodowych emisji dwutlenku węgla. Chiny argumentują, że mają mniejsze zobowiązania względem ograniczenia, ponieważ ich emisje na jednego mieszkańca są sześć razy niższe od Stanów Zjednoczonych. Podobnie reagują Indie, które również zostały zwolnione z ograniczeń nałożonych przez protokół z Kioto, ale są jednym z największych emiterów przemysłowych. Stany Zjednoczone odpowiadają, że jeżeli mają ponieść koszty redukcji dwutlenku węgla, powinny to uczynić również Chiny.
Część polityków i naukowców krytykuje niektóre lub wszystkie główne ustalenia dotyczące zmian klimatu. Kwestionują oni m.in. istnienie globalnego ocieplenia, wpływ człowieka na klimat, bądź realność zagrożenia wskutek zmian klimatu. Do sceptyków globalnego ocieplenia posiadających wykształcenie naukowe należy Richard Lindzen byli nimi też Fred Singer, Zbigniew Jaworowski czy William Gray. W 2012 roku Wall Street Journal opublikował list podpisany przez 16 naukowców, którzy zaprezentowali stanowisko sceptyczne. W 2005 roku Royal Society analizując argumenty wysuwane przez przeciwników pilnych działań w sprawie zmian klimatu stwierdziło, że chociaż istnieją pewne różnice zdań wśród naukowców na temat niektórych szczegółów zmian klimatu i odpowiedzialności człowieka za nie, większość naukowców zajmujących się zmianami klimatu zgadza się z podstawowymi wnioskami IPCC Naomi Oreskes w artykule opublikowanym w Science w 2004 doszła do wniosków że, w przeważającej większości społeczność naukowa jest całkowicie zgodna, że dowody na to, że antropogeniczna globalna zmiana klimatu ma miejsce są jasne i przekonujące. Istnieją jednak mała grupa naukowców, którzy twierdzą, że jest inaczej.
Jednym z istotnych problemów debaty nad globalnym ociepleniem jest popularyzacja wyników naukowych. W tym celu IPCC opracowało streszczenie głównych rezultatów w postaci „podsumowania dla decydentów politycznych” oraz FAQ, czyli zbiory „często zadawanych pytań” i odpowiedzi na nie. Istnieją też publikacje popularnonaukowe opisujące podstawy naukowe globalnego ocieplenia.

## Zmiany klimatu czy zmiany klimatyczne?
Termin "zmiany klimatyczne" odnosi się wprost do samego procesu zmian, który może, ale jednak nie musi, mieć charakter „klimatyczny”. Sam przymiotnik „klimatyczny” oznacza nic innego jak „dotyczący klimatu”, dlatego też w literaturze można spotkać się z takimi sformułowaniami jak „katastrofa klimatyczna”, „zagrożenia klimatyczne”, „neutralność klimatyczna” czy „polityka klimatyczno-energetyczna”. Są to w pełni poprawne określenia.
Z kolei fraza „zmiana klimatu” już pod względem językowym wskazuje, że klimat jest tu dopełnieniem, a nie przydawką bądź okolicznikiem. Termin ten odnosi się do zmian, jakie zachodzą w systemie klimatycznym rozumianym jako wzajemnie powiązany układ atmosfery, hydrosfery, kriosfery, biosfery i litosfery. Do zmian takich zaliczyć możemy np. wzrost temperatury powietrza, zmiany wielkości opadów, zmiany grubości pokrywy śnieżnej czy zmiany intensywności zjawisk ekstremalnych. „Zmiany klimatu” to pojęcie opisujące wszelkie zmiany klimatu w czasie, zarówno te naturalne, będące następstwem cyklicznych procesów odbywających się w przyrodzie, jak i te pośrednio lub bezpośrednio spowodowanego działalnością człowieka, która sprzyja szybkiemu wzrostowi zawartości gazów cieplarnianych w atmosferze. Warto zauważyć, że w Ramowej konwencji Narodów Zjednoczonych w sprawie zmian klimatu zmianę klimatu odróżnia się od naturalnej zmienności klimatu. To właśnie w tym kontekście – globalnego ocieplenia będącego wynikiem działalności człowieka, pojęcie to  jest używane.  Zarówno „zmiana klimatu”, jak i w liczbie mnogiej „zmiany klimatu” są  poprawnymi formami – traktują klimat jako system.

Zatem „zmiany klimatu” czy „zmiany klimatyczne”? O ile poprawną formą są „zmiany klimatu” (i „zmiana klimatu”), to można zauważyć, że oba te terminy są używane przez media, część naukowców czy w debatach publicznych. Często wynika to z faktu, że część literatury na ten temat tłumaczona jest z języka angielskiego, co prowadzi do tworzenia automatycznej kalki językowej sformułowania „climate change” lub „climate changes”. I to ona najczęściej jest odpowiedzialna za obecność „zmian klimatycznych” w języku polskim.